# 畑中龍太郎
畑中 龍太郎（はたなか りゅうたろう、1952年 - ）は、日本の大蔵官僚、外交官。金融庁長官を経て、コロンビア駐箚特命全権大使。

## 概要
東京都立日比谷高等学校、東京大学法学部第2類（公法コース）を経て、1976年 大蔵省入省。理財局資金第一課配属。名古屋国税局調査査察部、大蔵省大臣官房調査企画課を経て、1981年から外務省在アルゼンチン日本国大使館二等書記官。大蔵省銀行局総務課長補佐（日本銀行・企画）、大蔵省理財局国債課長補佐（企画）を経て、1988年 大蔵省主税局税制第二課長補佐（消費税）、1991年6月10日 大蔵省大臣官房企画官（銀行局総務課）、1992年7月8日 石川県企画開発部長兼新幹線対策室長、1993年4月1日 石川県総務部長、1994年6月30日 大蔵省大臣官房付、同年 プリンストン大学客員研究員。預金保険機構総務部長兼特別業務部副部長を経て、1998年6月23日 大蔵省金融企画局信用課長。大蔵省理財局国債課長を経て、2001年7月8日 財務省理財局総務課長。財務省大臣官房文書課長を経て、2004年 近畿財務局長、2005年 金融庁総務企画局審議官（企画担当）、2007年 金融庁検査局長、2009年 同監督局長に就き、東日本大震災後には金融システム維持に奔走し、また日本振興銀行に対してペイオフを初適用した。
また長官時代は、野村ホールディングスによる増資インサイダー事件、みずほ銀行のシステム障害や暴力団組員への融資問題など金融機関に対する行政処分を下した。
2011年8月2日、金融庁長官に就任。長官就任後、将来の環太平洋ブロック経済圏創設の動きも視野に、米SECと歩調を合わせてIFRS（国際会計基準）適用を延期することに決定したため、US-GAAP（米国会計基準）の使用期限を撤廃する方向に着手した。
2014年7月4日に退官し、9月1日に三井物産株式会社顧問に就任。2015年9月14日からコロンビア駐箚特命全権大使。2018年1月1日株式会社電通顧問。のち大和大学特任教授。
2023年、瑞宝重光章受章。

## 同期入省
- 松元崇（内閣府事務次官、内閣府大臣官房長）
- 佐々木豊成（内閣官房副長官補、財務総合政策研究所長）
- 中江公人（防衛事務次官、防衛省大臣官房長）
- 御厨邦雄（世界税関機構事務局長）
- 荒巻健二（東京大学名誉教授、財務総合政策研究所次長）